# DoYaThing (chanson)
Albums de Gorillaz
The Fall Humanz
Singles de Gorillaz
Doncamatic
(2010) Saturnz Barz
(2017)
Pistes de DoYaThing
DoYaThing (radio edit)
DoYaThing est un single sorti par Gorillaz le 23 février 2012. La chanson présente une collaboration avec James Murphy et André 3000 pour la marque de chaussure Converse.

## Partenariat avec Converse
Le 23 février 2012, la chanson est sortie et utilisée pour promouvoir la Collection Chuck Taylors Gorillaz de Converse. La marque organise le projet « Three Artists. One Song » qui consiste à rassembler trois artistes sur une même musique pour la promotion de leur marque. 
Dans le cadre de ce partenariat l'un des graphiste du groupe, Jamie Hewlett, a dessiné une gamme de chaussures pour la marque.

## Clip
Le clip est réalisé par Jamie Hewlett et animé par le studio français Fortiche Production. Il regroupe les avatars de tous les artistes présents sur la chanson, en mélangeant leur style graphique.